# 하세가와 쿄코
하세가와 교코(長谷川 京子, 1978년 7월 22일~)는 일본의 배우, 모델이다. 본명은 신도 교코(新藤 京子)이며, 하세가와는 결혼하기 전에 사용하던 성이다. 애칭은 하세쿄, 하세쿙, 쿄짱 등이며 소속사는 레프로 엔터테인먼트이다.
2008년 10월엔 록 밴드 포르노그라피티의 기타 연주자인 신도 하루이치와 결혼했다.

## 출연

### 드라마
- 2001년 《스타의 사랑》 - 코이즈미 츠보미 역
- 2002년 《프리티 걸》
- 2002년 《빅 머니》 - 호사카 하루카 역
- 2002년 《천체관측》 - 아리사카 나나에 역
- 2003년 《언제나 둘이서》 - 후지와라 나오코 역
- 2003년 《나만의 마돈나》 - 카타오카 스루미 역
- 2004년 《원더풀 라이프》 - 이사야마 미즈키 역
- 2005년 《M의 비극》 - 아이하라 미사 역
- 2005년 《드래곤 사쿠라》 - 이노 마마코 역
- 2006년 《공명의 갈림길》 - 호소카와 가라샤 역
- 2006년 《맛있는 프러포즈》 - 시라이시 스즈코 역 (첫 주연)
- 2007년 《화려한 일족》 - 만표 사나에 역
- 2007년 《고독한 도박: 사랑하는 사람이여》 - 이누이 모모코 역
- 2008년 《스캔들》 - 카와이 히토미 역
- 2010년 《엔젤 뱅크: 전직대리인》 - 이노 마마코 역
- 2011년 《보스 시즌 2》 - 타도코로 사치코 역
- 2011년 《란마 ½》 - 텐토 카스미 역

### 영화
- 2004년 《쓰리 몬스터》 - 쿄코/쇼코 역
- 2007년 《대제의 검》 - 마이 역
- 2007년 《사랑의 유형지》 - 오리베 미유키 역
- 2019년 《너는 달밤에 빛나고》 - 쿄코 역